# Куртыка, Януш
Януш Марек Куртыка (пол. Janusz Marek Kurtyka, 13 августа 1960, Краков — 10 апреля 2010, Смоленск, Россия) — польский историк, доктор истории по философии, с 2005 по 2010 год — президент Института национальной памяти Польши.
Погиб в авиакатастрофе в Смоленске 10 апреля 2010 года.

## Награды
- Большой крест ордена Возрождения Польши (2010 год, посмертно)[2]
- Командор со звездой ордена Возрождения Польши (2009 год)[3]
- Крест Свободы и Солидарности (2015 год)[4]
- Орден «За заслуги» (Украина) III степени (2007)[5]